# Єлизаветинка (Юргамиський район)
Єлизаве́тинка (рос. Елизаветинка) — присілок у складі Юргамиського району Курганської області, Росія. Входить до складу Кіпельської сільської ради.
Населення — 23 особи (2010, 4 у 2002).